# Parafia św. Jakuba Apostoła i św. Mikołaja w Mechowie
Parafia św. Jakuba Apostoła i św. Mikołaja w Mechowie – parafia rzymskokatolicka z siedzibą w Mechowie, znajdująca się w archidiecezji gdańskiej, w dekanacie Puck.